# Ku Song-min
Ku Song-min (* 14. Januar 1988) ist ein ehemaliger nordkoreanischer Eishockeyspieler.

## Karriere
Ku Song-min trat für die nordkoreanische Nationalmannschaft erstmals bei der Weltmeisterschaft 2006 in der Division II an. Auch Weltmeisterschaft 2009, als die Mannschaft ohne Punktgewinn den Abstieg hinnehmen musste, spielte er dort. Bei den Weltmeisterschaften 2008, Eishockey-Weltmeisterschaft der Herren 2010 und 2012 spielte er in der Division III, wobei ihm mit den Ostasiaten 2008 und 2010 der Aufstieg in die Division II gelang.
Auf Vereinsebene spielt Ku von 2005 bis 2012 für Pyongchol in der nordkoreanischen Eishockeyliga und wurde mit dem Klub 2006, 2007, 2010 und 2011 nordkoreanischer Meister.

## Erfolge und Auszeichnungen
- 2006 Nordkoreanischer Meister mit Pyongchol
- 2007 Nordkoreanischer Meister mit Pyongchol
- 2008 Aufstieg in die Division II bei der Weltmeisterschaft der Division III
- 2010 Nordkoreanischer Meister mit Pyongchol
- 2010 Aufstieg in die Division II bei der Weltmeisterschaft der Division III, Gruppe B
- 2011 Nordkoreanischer Meister mit Pyongchol